# Antonio Bartolomeo Bruni
Pour les articles homonymes, voir Bruni.
Antonio Bartolomeo Bruni, né le 28 janvier 1757 à Coni, Piémont où il est mort le 6 août 1821, est un violoniste, compositeur et chef d'orchestre italien.

## Biographie
Il étudie le violon à Turin et à Novare avant de se rendre à Paris à l’âge de 23 ans. Il est élève de Gaetano Pugnani. Il commence à se faire une réputation de violoniste et se produit dans le célèbre Concert spirituel. Un an après son arrivée à Paris, on lui propose une place dans l’orchestre de la Comédie-Italienne, l’un des théâtres les plus populaires de Paris. En 1789, il prend le poste de premier violon au Théâtre de Monsieur. C’est à cette époque que Bruni commence à publier certaines de ses compositions, dont plusieurs œuvres pour violon. C’est cependant dans le domaine de l’opéra-comique qu’il remporte ses plus grands succès, collaborant à la création de près d’une vingtaine d’entre elles entre 1785 et 1800. Malgré les bouleversements de la Révolution française, la carrière de Bruni continue de prospérer. Il devient membre de la Commission temporaire des Arts récemment créée, un comité chargé de faire l’inventaire et de préserver le patrimoine de la République. En 1799, il devient directeur de l'Opéra-Comique, mais seulement deux ans plus tard, il accepte le poste de directeur du Théâtre italien nouvellement inauguré. Son mandat prend fin en 1806, lorsqu'il retourne dans sa ville natale de Coni. C'est là qu'il décède le 6 août 1821.

## Compositions
- Méthode pour l'alto contenant les principes de cet instrument, suivis de vingt cinq études
- 6 Trios concertants pour 2 violons et alto, op. 1
- 6 Trios à cordes, op. 2
- 6 Duos pour violon et alto, op. 4
- 6 Trios à cordes, livre 4 (op. 4)
- 6 Duos pour violon et alto, op. 25
- 6 Duettini, op. 34
- 6 Trios à cordes, op. 34
- 6 Trios pour 2 violons et alto, op. 36 (La petite conversation)
- 6 Duos concertants pour 2 altos
- 6 Quatuors pour 2 violons, alto et basse
- 6 Quatuors à cordes

### Œuvres lyriques
- 1785 : Coradin
- 1787 : Célestine
- 1789 : L'isola incantata (L'Isle enchantée)
- 1790 : Azelie
- 1790 : Le Mort imaginaire
- 1790 : Spinette et Marini ou la Leçon conjugale
- 1792 : Cadichon, ou les Bohémiennes
- 1792 : L'Officier de fortune ou les Deux Militaires
- 1792 : Le Marquis de Tulipano
- 1794 : Claudine, ou le Petit Commissionnaire
- 1794 : Le Mariage de Jean-Jacques Rousseau
- 1795 : Galatée
- 1795 (2 décembre) : Toberne, ou le Pêcheur suédois, opéra en 2 actes et en prose, livret de Joseph Patrat, créé au Théâtre Feydeau
- 1796 : Les Sabotiers
- 1797 (26 janvier) : Le Major Palmer, drame en trois actes et prose, livret de Pigault-Lebrun, créé le 7 pluviôse an V (26 janvier 1797) au Théâtre Feydeau.
- 1798 : La Rencontre en voyage
- 1799 : L'Auteur dans son ménage
- 1800 : L'Esclave
- 1800 : Augustine et Banjamin, ou les Sargines de village
- 1801 : La Bonne Sœur
- 1814 : Le Règne de douze heures
- 1815 : Le Mariage par commission, ou le Seigneur allemand

## Discographie
- Six sonates pour alto op. 27 (Dynamic 1997 - S2005)[3]
- Six Duos Concertants pour violon et alto (L'Orfeo Ensemble Di Spoleto - Mondo Musica 1999)[4]
- 6 Duos Concertants, Livre 4 (Natalia Lomeiko, Yuri Zhislin - Naxos 2011)[5]
- 25 Études pour alto (World Premiere Recording) - Marco Misciagna, alto (MM12, 2024)[6]